# Liste mittelalterlicher Steinbrücken in Deutschland
Die Liste mittelalterlicher Steinbrücken in Deutschland umfasst Brücken, die im Mittelalter (ca. 500–1500 n. Chr.) auf dem Gebiet der heutigen Bundesrepublik Deutschland errichtet wurden.

## Tabelle der mittelalterlichen Steinbrücken
| Ort                            | Bundesland         | Name                                         | Überbrückter Fluss                 | Erbauungszeit (gegebenenfalls Ersterwähnung) | Bemerkungen | Bild |
| ------------------------------ | ------------------ | -------------------------------------------- | ---------------------------------- | --- | --- | ---- |
| Altenburg-Paditz               | Thüringen          | Pleißebrücke                                 | Pleiße                             | 1531 | Die Steinbogenbrücke wurde 1531 an der Stelle einer alten Furt auf der Handelsstraße nach Böhmen errichtet. Angebracht sind Wappensteine aus den Jahren 1531 und 1720. Erneuerungsarbeiten fanden 1728, 1835 und 1887 statt.   |      |
| Bad Kreuznach                  | Rheinland-Pfalz    | Alte Nahebrücke                              | Nahe                               | 1300 (um ~), ersterwähnt 1322 | |      |
| Bamberg                        | Bayern             | Obere Brücke                                 | Regnitz                            | | auf der Brücke steht das Alte Rathaus, dieses 1387 ersterwähnt |      |
| Bingen am Rhein                | Rheinland-Pfalz    | Drususbrücke                                 | Nahe                               | 11. Jahrhundert | 1772 und 1952 erneuert |      |
| Bronnbach                      | Baden-Württemberg  | Tauberbrücke                                 | Tauber                             | 1408 | |      |
| Creuzburg                      | Thüringen          | Werrabrücke                                  | Werra                              | 1223 | |      |
| Dresden                        | Sachsen            | Dresdner Elbbrücke                           | Elbe                               | 1173–1222 | Steinerne Brücke 1342 durch Magdalenenhochwasser zerstört. 1344 Neubau. 1727–1731 Augustusbrücke. 1907 Neubau |      |
| Erfurt                         | Thüringen          | Krämerbrücke                                 | Breitstrom, ein Seitenarm der Gera | 1325 | durchgehend mit Häusern bebaut |      |
| Esslingen am Neckar            | Baden-Württemberg  | Äußere oder Pliensaubrücke und Innere Brücke | Neckar                             | 1213 bis 1259 erbaut (ca.), 1286 ersterwähnt | |      |
| Frankfurt am Main              | Hessen             | Alte Brücke                                  | Main                               | 1222 erstmals erwähnt, 1276 erstmals als steinerne Brücke erwähnt | mindestens 18 mal zerstört und erneuert, 1914 abgerissen |      |
| Hadamar                        | Hessen             | Steinerne Brücke                             | Elbbach                            | 1571 wiedererbaut | Teile der Brücke stammen aus dem 12. Jahrhundert, nach einem Hochwasser 1555 wurde die Brücke bis 1571 wieder aufgebaut |      |
| Hadamar                        | Hessen             | St. Wendelinbrücke                           | Elbbach                            | 12. Jahrhundert | Die Brücke wurde mehrfach umgebaut |      |
| Halle (Saale)                  | Sachsen-Anhalt     | Hohe Brücke (Halle)                          | Saale                              | Zwischen 1172 und 1200 als steinerne Brücke erbaut | 1840 für Neubau abgebrochen |      |
| Hann. Münden                   | Niedersachsen      | Alte Werrabrücke                             | Werra                              | 1327 ersterwähnt | |      |
| Harburg                        | Bayern             | Alte Brücke                                  | Wörnitz                            | | |      |
| Heidelberg                     | Baden-Württemberg  | Alte Brücke                                  | Neckar                             | 1284 | heute Neubau von 1788 |      |
| Hildesheim                     | Niedersachsen      | Dammtorbrücke                                | Innerste                           | 1159 oder bald danach | Bauherr Rainald von Dassel |      |
| Jena                           | Thüringen          | Camsdorfer Brücke                            | Saale                              | 15. Jahrhundert | 1912 abgetragen, 1913 Neubau, 1945 gesprengt, 1946 wiederaufgebaut |      |
| Jena-Burgau                    | Thüringen          | Burgauer Brücke, auch Alte Saalebrücke       | Saale                              | 1491–1544 | an der Stelle einer 1484 ersterwähnten Holzbrücke, 1706 wiederaufgebaut, mehrere Umbauten bis 1744, 1945 gesprengt, 2001–2004 wiederaufgebaut.                                                                                 |      |
| Kitzingen                      | Bayern             | Alte Mainbrücke Kitzingen                    | Main                               | 14. Jahrhundert | |      |
| Koblenz                        | Rheinland-Pfalz    | Balduinbrücke                                | Mosel                              | 1342/1343 (ca.) | an der Stelle einer römischen Brücke (3. bis 5. Jhd.), mehrere Umbauten bis 1884, 1945 gesprengt, 1949 wiederaufgebaut, Umbau im Zuge der Moselkanalisierung 1964, Restaurierung 1975.                                         |      |
| Kulmbach                       | Bayern             | Steinerne Brücke & Weinbrücke                | Weißer Main                        | 14. Jahrhundert | Steinerne Brücke 1360 bzw. Weinbrücke 1398 erstmals erwähnt, beide Brücken wurden wohl auch erst kurz vorher gebaut. Diverse teils größere Umbauten, zuletzt um 1900 (Steinerne Brücke) bzw. in den 1970er Jahren (Weinbrücke) |      |
| Limburg an der Lahn            | Hessen             | Alte Lahnbrücke                              | Lahn                               | 1315–1354 | Erste Erwähnung einer hölzernen Brücke 1248 |      |
| Lübeck                         | Schleswig-Holstein | Holstenbrücke                                | Trave                              | Erster Steinbau 1320, mehrfach erneuert, zuletzt 1854, 1934 unter Erhalt der alten Brücke auf beiden Seiten verbreitert                                                                           | Erste Erwähnung 1216, wohl als Zugbrücke aus Holz |      |
| Magdeburg                      | Sachsen-Anhalt     | Klusbrücke                                   | Ehle                               | umgebender Klusdamm entstand Ende des 14., Anfang des 15. Jahrhunderts, erste urkundliche Erwähnung der Dammanlage 1469, Baujahr der Brücke unbekannt, auf Zeichnung von 1588 ist sie verzeichnet | Teil der Heerstraße Brandenburg–Magdeburg |      |
| Marburg                        | Hessen             | Weidenhäuser Brücke                          | Lahn                               | 1250 (ca.) | ungesicherte Vermutung |      |
| Nürnberg                       | Bayern             | Untere Karlsbrücke                           | nördlicher Arm der Pegnitz         | 1486 | |      |
| Ochsenfurt                     | Bayern             | Alte Mainbrücke Ochsenfurt                   | Main                               | 1519 | Steinpfeiler aus der Zeit zwischen 1200 und 1350 |      |
| Plauen                         | Sachsen            | Alte Elsterbrücke                            | Weiße Elster                       | 1244 Ersterwähnung | |      |
| Quedlinburg                    | Sachsen-Anhalt     | Steinbrücke                                  | Mühlgraben, ein Nebenarm der Bode  | 1229 erste urkundliche Erwähnung als lapideus pons | bereits 1310 überbaut, 23 Rundbögen über 103 Meter |      |
| Regensburg                     | Bayern             | Steinerne Brücke                             | Donau                              | 1135 bis 1146 (wohl), spätestens 1147 fertiggestellt | |      |
| Rehmen                         | Thüringen          | Orlabrücke                                   | Orla                               | vor 1521 | Dreibogige Steinbrücke als Verbindung der Handelswege (sog. Hohe Straßen) auf den Höhenkämmen nördlich und südlich der Orlasenke. Bekannte Reparaturen 1731 (Inschrift) und 1970.                                              |      |
| Rothenburg ob der Tauber       | Bayern             | Tauberbrücke                                 | Tauber                             | 1330 (um ~) | |      |
| Runkel                         | Hessen             | Lahnbrücke Runkel                            | Lahn                               | 1440–1448 | |      |
| Salzgitter                     | Niedersachsen      | Franzosenbrücke                              | Innerste                           | 1593 Erster Brückenbau durch Herzog Heinrich Julius von Braunschweig-Wolfenbüttel (1589–1613) | Brücke mehrfach zerstört und wiederaufgebaut, heutige Brücke von 1866 |      |
| Schwäbisch Hall                | Baden-Württemberg  | Henkersbrücke, auch Kocherbrücke             | Kocher                             | 1502 | auf steinernen Pfeilern einer 1343 erbauten Holzbrücke |      |
| Streithausen-Abtei Marienstatt | Rheinland-Pfalz    | Steinerne Brücke                             | Nister                             | | |      |
| Vacha                          | Thüringen          | Werrabrücke, auch Brücke der Einheit         | Werra                              | 1186 Ersterwähnung 1342–1346 Wiederaufbau | durch Magdalenenhochwasser 1342 zerstört |      |
| Walting-Pfünz                  | Bayern             | Altmühlbrücke Pfünz                          | Altmühl                            | 1486 ersterwähnt | 1800 gesprengt, im 19. Jh. wiederaufgebaut |      |
| Wetzlar                        | Hessen             | Alte Lahnbrücke                              | Lahn                               | 1250–1280 (vermutlich) erstmals als steinerne Brücke erwähnt. | |      |
| Weilburg                       | Hessen             | Steinerne Brücke                             | Lahn                               | 1359 | heutiger Bau von 1769 als vierte steinerne Bogenbrücke an dieser Stelle |      |
| Würzburg                       | Bayern             | Alte Mainbrücke                              | Main                               | 1120 (um ~) | 1342 durch Magdalenenhochwasser zerstört. Neubau ab 1476 |      |